# Minibar
Minibarul este locul în care se păstrează gustările și băuturile în camerele de hotel.